# Fate (альбом)
Fate (с англ. — «Судьба») — дебютный альбом датской хард-рок-группы Fate, выпущенный 21 октября 1985 года лейблом EMI Records.

## Об альбоме
Fate была описана критиками, как «аккуратная смесь рока/метала с сильным мелодичным оттенком». Это заметно в треках «Love On The Rocks», «Fallen Angel» и «She’s Got The Devil Inside».
После выпуска альбома, группа, рассматриваемая прессой, как датская версия Van Halen, добилась определённого успеха.

## Треклист
Примечания взяты из буклета к оригинальному альбому.
Слова и музыка всех песен — Лимбо. Музыка написана Шерманом, кроме треков 1, 2 и 9, сочинённых с Штейнером.
| №  | Название          | Перевод с англ.  | Длительность |
| -- | ----------------- | ---------------- | ------------ |
| 1. | «Love On The Rox» | Любовь на скалах | 3:15         |
| 2. | «Fallen Angel»    | Падший ангел     | 4:24         |
| 3. | «Rip It Up»       | Рви вверх        | 3:15         |
| 4. | «Victory»         | Победа           | 4:20         |
| 5. | «Danger Zone»     | Опасная зона     | 3:10         |

| №                   | Название                       | Перевод с англ.         | Длительность |
| ------------------- | ------------------------------ | ----------------------- | ------------ |
| 6.                  | «(She's Got) The Devil Inside» | Дьявол в ней            | 3:36         |
| 7.                  | «Downtown Toy»                 | Игрушка в центре города | 2:47         |
| 8.                  | «Do You Want It»               | Хочешь это              | 3:27         |
| 9.                  | «Backdoor Man»                 | Таинственный незнакомец | 2:41         |
| 10.                 | «We’re Hot»                    | Мы горячие              | 2:57         |
| Общая длительность: | Общая длительность:            | Общая длительность:     | 33:52        |

## Участники записи
Примечания взяты из буклета к оригинальному альбому.
Fate:
- Джефф «Локс» Лимбо — вокал и бэк-вокал
- Пит Штейнер — бас, клавишные (кроме треков 5, 7–8 и 10), бэк-вокал (кроме треков 3 и 10)
- Боб Лэнс — ударные
- Ханк Шерманн — гитары

Приглашённый музыкант:
- Каспер Виндинг — бэк-вокал

Технический состав:
- Хенрик Лунд — продюсер
- Actions Stations, Лине Баусагер — дизайн
- Бьорн Томсен — фотография
- Гилберт Конг — мастеринг